# Gödersdorf
Gödersdorf (slowenisch Vodiča vas) ist ein Dorf in Kärnten. Die gleichnamige Katastralgemeinde umfasst sechs Ortschaften und ist Teil der Marktgemeinde Finkenstein am Faaker See im Bezirk Villach-Land.

## Geographie
Das Dorf Gödersdorf befindet sich ca. 5 km südlich der Stadt Villach, am Ausgang des Gailtales, im Villacher Becken. Auch der Faaker See liegt mit einer Entfernung von fünf Kilometern in der unmittelbaren Umgebung. In wenigen Fahrminuten sind zudem die Autobahnabfahrt Villach-Warmbad, die Thermenanlage Warmbad-Villach und das Einkaufszentrum ATRIO erreichbar. 
Zur Ortschaft Gödersdorf gehört auch Schloss Neufinkenstein.
Die Katastralgemeinde Gödersdorf setzt sich aus folgenden Ortschaften zusammen (in Klammer die Einwohnerzahlen der Registerzählung 2017):
- Gödersdorf, 388: Hauptort mit Einfamilienhäusern und Geschoßwohnbauten, im Kern bäuerlich geprägt
- Stobitzen, 211: Wohngegend ohne Ortszentrum, aber mit einem kleinen Industriegebiet
- Techanting, 358: Wohngegend mit vielen Neubauten, ursprünglich 2 Ortskerne (Ober- und Untertechanting)
- Susalitsch, 95: landwirtschaftlich geprägtes Dorf
- Müllnern, 210: Wohngebiet mit einigen Gewerbebetrieben (Finkensteiner Nudelfabrik, Starke, Lindner)
- Neumüllnern, 124: bandartige Wohnsiedlung ohne Ortskern

## Bevölkerungsentwicklung
| Ortschaft   | Einwohner 2001 | Einwohner 2017 | Entwicklung (in %) |
| ----------- | -------------- | -------------- | ------------------ |
| Gödersdorf  | 450            | 388            | −62 (−14 %)        |
| Techanting  | 305            | 358            | +53 (+17 %)        |
| Stobitzen   | 224            | 211            | −13 (−6 %)         |
| Müllnern    | 252            | 210            | −42 (−17 %)        |
| Neumüllnern | 127            | 124            | −3 (−2 %)          |
| Susalitsch  | 99             | 95             | −4 (−4 %)          |
| Gesamt      | 1457           | 1386           | −71 (−5 %)         |

In der Katastralgemeinde Gödersdorf leben aktuell (Registerzählung 2017) 1386 Einwohner. Die meisten Ortschaften sind trotz ihrer Gunstlage im Speckgürtel von Villach von einem Bevölkerungsrückgang betroffen, zwischen 2001 und 2017 verlor die Katastralgemeinde 71 Einwohner (rd. 5 %). Besonders die Ortschaften Gödersdorf (−14 %) und Müllnern (−17 %) mussten große Einwohnerverluste verzeichnen. Lediglich in Techanting, das eine beliebte Wohngegend mit vielen, neuen Einfamilienhäusern ist, steigt die Bevölkerungszahl stetig an.

## Infrastruktur
Der Ort verfügt über eine Volksschule ("Peter Rossegger Schule"), die aktuell ca. 55 Kinder in vier Klassen besuchen. Im Gebäude befindet sich auch der Schülerhort "Kleeblatt". Des Weiteren befindet sich die Landwirtschaftliche Fachschule Stiegerhof in Stobitzen. 
An das Bahnnetz ist das Dorf durch den Bahnhof "Gödersdorf" angebunden, an dem die S2 nach Rosenbach bzw. Villach hält. 
Die L51 (Gödersdorfer Landesstraße) ist die Hauptzufahrtsstraße nach Gödersdorf. Bis 1983 verlief sie durch das Ortszentrum, ehe man dann eine Umfahrung außerhalb der Ortschaft baute und so sowohl den Ortskern entlastete als auch für eine schnellere Erreichbarkeit von Villach sorgte. 
Die Postfiliale Gödersdorf wurde im Jahr 2002 geschlossen. Seitdem befindet sich kein Nahversorger mehr im Dorf.

## Regelmäßige Veranstaltungen

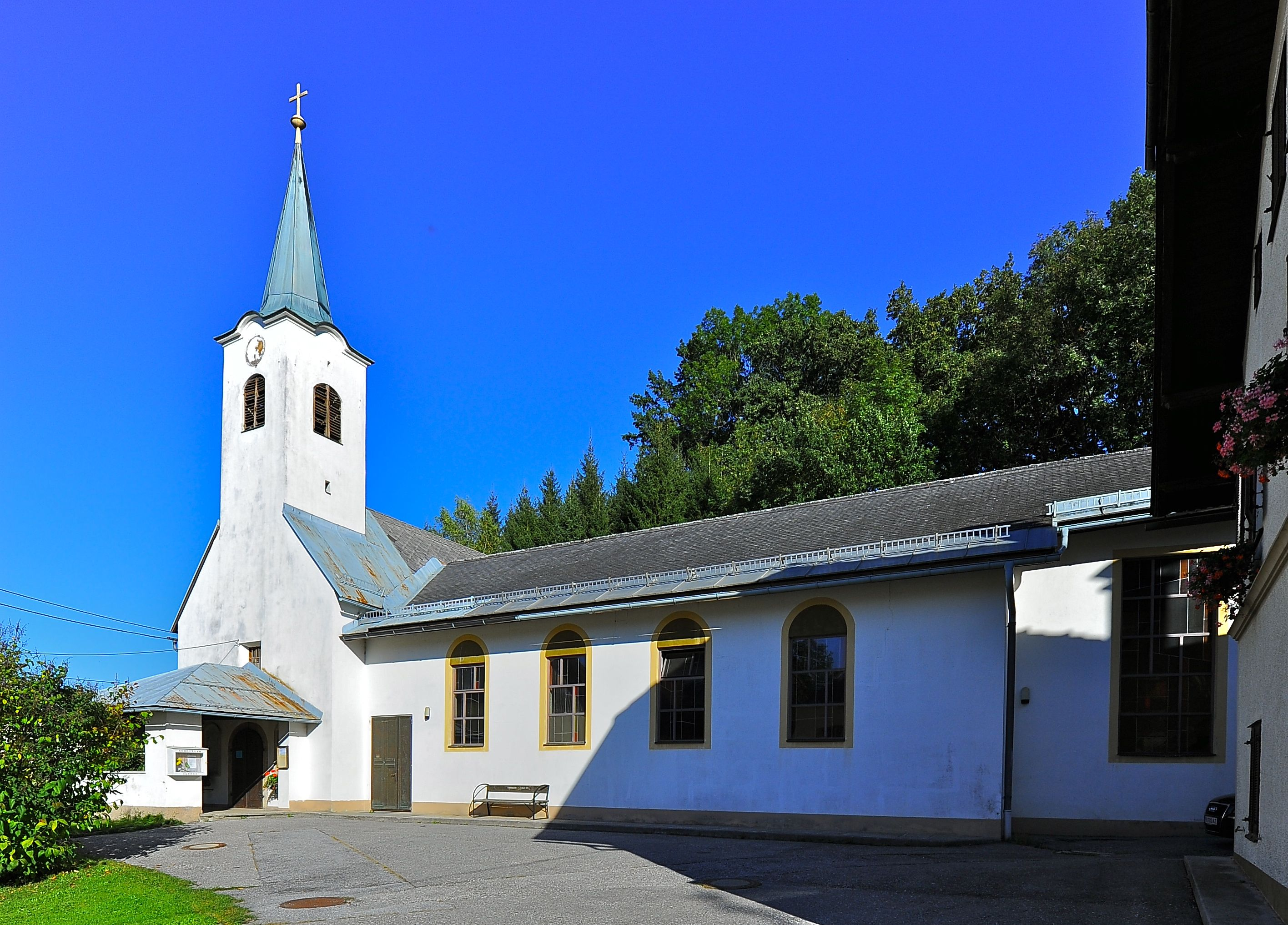
Filialkirche Heiliger Lorenz

Der Kirchtag, welchen die örtliche Dorfgemeinschaft jährlich veranstaltet, findet am zweiten Wochenende im August statt. Die Stützpunktfeuerwehr Gödersdorf mit rund 50 Mitgliedern, fünf Einsatzfahrzeugen und Sonderausrüstung lädt alljährlich am ersten Juli-Wochenende zum Feuerwehrfest. Das Maibaumfest und das Adventsingen sind ebenso Bestandteil des Veranstaltungskalenders.

## Vereine
- Freiwillige Feuerwehr Gödersdorf
- Dorfgemeinschaft Gödersdorf
- Burschenschaft Gödersdorf
- Verein zum Schutz und Erhaltung von Braunbären
- Wellness- und Fitness-Verein Finkenstein/Faakersee
- Kriegsopferverband Finkenstein
- Verein Essen auf Rädern

## Schulen und Kinderbetreuung
- Landwirtschaftliche Fachschule Stiegerhof
- Volksschule Gödersdorf
- Kinder- und Schülerhort Kleeblatt

## Sonstiges
Die Golfanlage Alpe-Adria-Golf Schloss Finkenstein zwischen Finkenstein und Gödersdorf wurde Anfang Mai 2005 eröffnet.